# Bundesautobahn 861
Bundesautobahn 861 (em português: Auto-estrada Federal 861) ou A 861, é uma auto-estrada na Alemanha.
A Bundesautobahn 861 tem 4,6 km de comprimento.

## Estados
Estados percorridos por esta auto-estrada: